# Laghman (Provinz)
Laghman (auch Lagman, Paschtu/Dari: لغمان) ist eine von insgesamt 34 Provinzen in Afghanistan.
Auf einer Fläche von 3978 km² leben rund 493.488 Einwohner (Stand: 2020). Die Provinzhauptstadt ist Mihtarlam. Die Provinz ist mit einem Bevölkerungsanteil von 75 % mehrheitlich von Paschtunen bewohnt, darüber hinaus gehören 20 % der Bevölkerung zu den Pashai und 5 % zu anderen Bevölkerungsgruppen. Die dort  gesprochenen Sprachen gehören dem indo-iranischen Sprachkreis an. Es sind dies die eigenständigen Idiome Paschtu und Pashai sowie Dari, eine Variante des Persischen.

## Verwaltungsgliederung
Die Provinz Laghman ist in folgende Distrikte gegliedert:
- Alingar
- Alishing
- Dawlat Shah
- Mihtarlam
- Qarghayi